# Image map
Image map (mapa da imagem) é uma extensão que permite que diferentes áreas de uma imagem sejam clicáveis. É uma lista de coordenadas associadas a uma imagem que associa a determinadas áreas da imagem links para vários destinos (em contraste com um link de imagem normal, em que toda a área da imagem é um link para um único destino). Por exemplo, um mapa do mundo pode ter um hiperlink para cada país para se poder obter mais informações sobre esse país.
Um mapa de imagem é uma boa forma de associar links a várias partes de uma imagem sem ter de a dividir em ficheiros diferentes.